# Indre rejse
Indre rejse er en dansk eksperimentalfilm fra 1999, der er instrueret af Marie Johannesen.

## Handling
Denne artikel mangler et handlingsreferat. Hjælp os med at skrive det.